# Hibiscus poeppigii
Hibiscus poeppigii är en malvaväxtart som först beskrevs av Spreng., och fick sitt nu gällande namn av Christian August Friedrich Garcke. Hibiscus poeppigii ingår i Hibiskussläktet som ingår i familjen malvaväxter. Inga underarter finns listade i Catalogue of Life.